# 陳建州
陳建州（1977年5月2日—），藝名「黑人」，台灣男藝人、企業家、前籃球員。現擔任P. LEAGUE+副會長。
陳建州學生時代曾為中華男籃國手二軍，主打大前鋒。自籃球選手退休之後，轉型為藝人，因主持《TV三賤客》、《TV搜查線》等節目而知名度大增。其後也主持《娛樂百分百》、《我愛黑澀會》、《上班這黨事》、《叫我神隊友》等節目，亦有參與中國大陸的節目。2020年7月8日宣布創立P. LEAGUE+，為自中華職籃2000年解散後首個職業籃球聯盟。娛樂事業方面，目前是傳奇星娛樂、黑天使製作娛樂經紀公司所有人，並擁有EROS Hairstyling、熱血設計兩家公司。

## 早期生活
陳建州出生於高雄縣岡山鎮（今高雄市岡山區），成長於臺北市，有客家背景。因皮膚黝黑，籃壇前輩有時暱稱他為「小黑」，出道後藝名亦因此取為「黑人」，英文藝名Blackie。

## 運動生涯

### 籃球員
陳建州球員時期的主要位置是大前鋒，成年後身高190公分，以爆發力著稱。陳建州在國三時為減肥而加入學校籃球隊，表現平平。國中畢業後先是就讀於基隆商工，而後再轉入當時的籃球名校東方工商。然而高二時，發生了中華航空140號班機空難，陳建州的父親陳培元正是當時中華航空140號班機座艙長，於該次事故中不幸殉職。父親逝世後，情緒不穩定的陳建州在一次出遊時與人起了爭執，被警察拘留，他的祖父於事後替他求情，促使陳建州日後的改變，高三被職業球隊宏福隊選為練習生，而後於1995年代表中華隊出戰第十三屆亞洲青年籃球錦標賽，到了21歲時入選光華隊出戰瓊斯盃。
1999年8月9日，李雲翔因傷退出中華培訓隊，中華培訓隊補進陳志忠與陳建州，中華隊共有14名培訓國手。之後林信華退出中華培訓隊，剩13名培訓國手。8月25日，陳建州抵達1999年亞錦賽舉辦地日本福岡市。8月27日，陳建州未入選1999年亞錦賽中華男籃最終12人名單。接著遭逢中華職業籃球聯盟閉館，所以轉戰新加坡籃球聯賽的通淮俱樂部，前後於比賽中和練球時十字韌帶斷裂兩次，動刀兩次，球員生涯告一段落，人生陷入低潮。陳建州最後的球員生涯於SBL第一季（2003-2004）台啤隊零星上場後告終，但當時陳建州仍可在表演性質的比賽中上演空中接力第一時間空中灌籃的戲碼。

### 運動管理
陳建州退役後留在台啤擔任副領隊，結合藝人資源為台啤行銷，並將台啤首度奪冠拍成態度紀錄片，當時球星包括林志傑。擔任台啤副領隊八年後，2013年成為台灣大籃球隊（現稱富邦勇士籃球隊）副領隊。2015年，聘請前隊友顏行書為總教練。攝影與直播逐漸興起，陳建州有時會為球隊拍攝影片放在自己的社群專頁上與球迷互動，不管是他當領隊的球隊還是後來他自己的球隊。另一方面，雖然不再是Nike旗下球員，但由於身兼前國手和知名藝人的特殊性，退役後還是會和Nike合作，例如幫Nike主持大中華區打出名堂活動。
2017年9月20日，寶島夢想家宣布成立，進軍東南亞職業籃球聯賽（ABL）由璞園領隊張承中擔任董事長、中國數碼文化CEO許東棋任副董事長、展逸行銷總經理張憲銘擔任總經理，富邦勇士副領隊陳建州擔任領隊，海碩行銷總監韓駿鎧則任副領隊。2019年受籃協理事長謝典霖（現名謝典林）之邀，擔任瓊斯盃中華藍領隊，粉絲專頁標語：自己的籃球自己救。瓊斯盃男籃過後，陳建州手上節目收掉，這是2019年第二個節目收掉，他表示：「將全心投入籃球領域，認為人生階段性任務告一段落，現在必須把時間花在熱愛和擔心的籃球上，包括經營球隊和整體的大環境都需要更多的時間和精力。」幾天後，由於富邦轉戰夢想家所在的ABL，請辭富邦副領隊，他表示：「我個人認為是時候要把從台啤、台灣大、富邦勇士、夢想家這17年所累積的經驗和專業，計劃在未來協助現在低迷的整體籃球環境，也想花更多時間把成軍才兩年的寶島夢想家給帶好！」。2020年奔走籌組新職籃聯盟P. LEAGUE+（PLG），在該年7月8日辭去寶島夢想家領隊，並出任PLG執行長。2023年6月30日，自請暫停PLG執行長職務；10月5日，辭去PLG執行長、董事長和理事等三個職務。2023年11月7日，陳建州出任PLG副會長。

## 演藝生涯
陳建州在因緣際會下，與製作人王偉忠簽下經紀約、開始轉往演藝圈發展，活躍於綜藝及主持。2019年陳建州4月和7月前後收掉《上班這黨事》和《叫我神隊友》兩個節目，重心轉往籃球。
幕後方面，2010年，他和前Channel V頻道節目總監張世明(Andy)共同創立傳奇星娛樂，旗下藝人多是前黑澀會美眉或前模范棒棒堂，傳奇星娛樂旗下藝人有陳立農、林柏昇(Kid)、黃尹宣(Eason)、黃暐婷(Apple)、洪詩涵(洪詩)、吳思賢(小樂)、男子漢。2014年，再與妻子范瑋琪創立黑天使製作有限公司，旗下第一位藝人是陳芳語(Kimberley)。

## 私人生活
約1997-1998年，陳建州與徐熙媛交往。陳建州與歌手瑋琪自2000年開始傳出戀情。2010年2月17日，他在新澤西籃網主場館對邁阿密熱火的比賽時向其求婚。同年11月，兩人舉行訂婚儀式。兩人婚禮2011年5月7日在内湖區的湖光教會舉行，並在台北W飯店宴客。婚宴有許多演藝界人士出席及參與，由王力宏、彭于晏、高以翔擔任伴郎，吳佩慈、Makiyo、劉容嘉擔任伴娘，張惠妹為開場演唱嘉賓。兩人直到5月31日方辦理結婚登記。2014年8月25日，兩人公開懷孕的消息；2015年，范在國泰醫院生下雙胞胎男嬰。

## 體育經歷
- 代表東方工商參加高中籃球聯賽，開始嶄露頭角
- 2003年加入「台啤隊」參加SBL超級籃球聯賽，因十字韌帶二次斷裂，轉為台啤副領隊。
- 2013年擔任富邦勇士籃球隊副領隊
- 校隊金華國中第一屆男子籃球隊
- 基隆商工
- 東方工商
- 中國文化大學
- 宏福公羊籃球隊
- 飛駝籃球隊
- 光華隊國手
- 中華隊國手
- 擔任SBL台灣啤酒籃球隊-副領隊
- 擔任SBL台灣大籃球隊-副領隊
- 擔任SBL富邦勇士籃球隊-副領隊
- 籌組ABL寶島夢想家籃球隊，並擔任領隊一職
- 擔任瓊斯盃中華藍隊-領隊
- 籌組P. LEAGUE+職業籃球聯盟，並擔任CEO執行長一職

## 爭議事件

### 喬丹快閃事件
2004年Nike為了宣傳新品牌Jordan Brand，麥可·喬丹親自來台宣傳，但許多球迷都不知道Nike只安排Jordan出現一下子，最後只待了90秒，讓球迷非常失望。陳建州當時以Nike旗下球星身份，與艾力克斯擔任活動主持人與接待者之一，隔天媒體爆出陳建州帶Jordan去台北101夜店，與一票陳建州演藝圈友人狂歡，陳建州與同時惹議的「S幫藝人」便成為球迷砲火攻擊對象，新聞讀者甚至認為快閃90秒是為了去夜店。
艾力克斯解釋，這是因為休息時間時，Jordan半夜無聊，所以才帶他去知名夜店。Jordan本人也沒有參與狂歡。後來Nike道歉，陳建州則表示無奈，但仍說球迷的批評是他進步的動力。

### 職業籃球爭議
2006年前後擔任台啤副領隊期間，賽前甚至帶設計師，讓球員花時間抓頭髮，有些人認為過度包裝，甚至譏笑SBL都在抓頭髮。SBL與台啤聲勢下滑後，抓頭髮以貶義蔓延，髮膠聯盟成為戲稱全SBL的代名詞。
2017年擔任富邦勇士副領隊時，富邦開除吳岱豪、鄭人維等人，爆出違約疑慮。網路謠傳吳岱豪因此而對陳建州心生不滿，一則疑似影射的社群動態，讓球迷議論紛紛。2020年兩人再度同框，有球迷認為這是「冰釋前嫌」。
2020年，陳建州合資的寶島夢想家爆出與李學林的合約爭議。

### Love Life 公益潮T事件
2009年發起「Love Life」公益活動，義賣愛心T恤。愛心潮T活動原官網（ilovelife.com.tw）私自變更捐款金額由原本的580元改為扣除成本（480元）後只捐出100元，由於捐款金額與起初差異太大，且有許多民眾都是事後才得知之要扣除成本大感不滿，認為既是公益活動為何要扣除成本，甚至還扣除高達82%以上的成本，有利用愛心詐財的嫌疑，因而引發爭議。另外，新聞報導中指出黑人公布的明細上，不但所得稅計算方式錯誤，T-shirt 的成本也大大高於市場價格，其中明顯有問題，就連之前的合作夥伴富邦文教基金會都質疑其中都商業成份，所以才在本屆的活動中退出。也因此有網友在臉書上成立反黑人陳建州的粉絲團，認為活動既為義賣，為何還要扣除如此龐大的成本，與義賣原意相違背，希望幫大眾追出真相。此粉絲團後因被不明人士打壓、並驅使臉書官方刪除該粉絲團，導致最後所有關心此項公益的民眾至今仍無法確切得知陳建州於此活動中是否有詐財，相關單位也沒有成立專案調查的動作，只留給社會大眾一堆問號。
2010年4月17日晚間，在《2100週末開講》節目中，節目尚未握掌握任何確切證據的新聞報導，公然抨擊此為「假愛心真詐財」，導致好友小S徐熙娣Call-in給該節目，直指汙衊愛心的人才是真正的邪惡，與名嘴周玉蔻的隔空交火，因此事件特地翻牆到臉書成立的反周玉蔻的粉絲團至今仍在。但後來因為于美人等人的鼎力相助，才圓滿解決。至於這些人如何解決此事件，至今仍不得而知。

### 襲警事件
父親陳培元為中華航空的座艙長。陳建州17歲時，父親因1994年華航名古屋空難過世。年輕時失去父親的陳建州，在沒有宣洩情緒的管道下，經常和朋友們騎車四處遊蕩。一次在情緒不穩下與別人發生擦撞，在不知道對方是立法院駐衛警的情況下，和對方大打出手。陳建州被警察局拘留後，陳建州的祖父陳銀華為了替陳建州求情而流淚、聲淚俱下的祈求對方的原諒。陳建州聲稱在經過這次事件後對人生的態度有了很大的轉變。在一次與《30雜誌》的訪談中，陳建州表示：「如果沒有『襲警事件』，我可能還在鬼混，也不會是現在你們看到的陳建州。」「看到爺爺的眼淚，好像胸口被狠狠打了一拳，覺悟了，真的錯了。之後有好一陣子，我不敢和爺爺說話，不，不是不敢，是不好意思，是羞愧！」

### 被控性騷擾
受到2023年臺灣＃MeToo運動持續影響下，2023年6月27日前黑Girl組合成員、藝名大牙的周宜霈在Facebook發文，指控陳建州於2012年與她前往香港錄製節目的時候，在酒店房間對其意圖性騷擾 。陳建州透過經紀人否認有關指控，揚言提告並求償新台幣1000萬。其后2023年6月28日郭源元也在Facebook發文指控陳建州曾兩次對她性侵犯未遂。儘管證據都已經消失，她還是選擇公開出來，不想讓周宜霈獨自一個人來面對。2023年6月29日前黑澀會美眉、藝名妖嬌的陳美燕在Instagram限時動態以黑底白字表示「對方沒有伸出狼爪，所以我沒有被侵犯到，但的確那時候當下的第六感告訴我「不對勁」，並於事後接受媒體訪問坦言該人就是陳建州，並透露過去陳建州就有叫她去飯店房間找他，還說「妳看我這邊床那麼大！可以睡這裡啊！」，讓她察覺不對勁，最後以「我先離開喔」逃離飯店。同日下午妻子范瑋琪在Instagram限時動態上聲援自己丈夫陳建州，范瑋琪列出三大聲明「孕期只出過5次門」、「舊家裡只有一張床」、「陳建州滴酒從不沾」等護航文；但隨即遭到廣大網友深挖，調閱夫妻倆所使用過社群軟體與媒體節目上的過往歷史資料、圖文、影像等證據出來反駁，並打臉范瑋琪所力挺陳建州言論，使得該爭議話題持續延燒。
2023年6月30日P. LEAGUE+聯盟公告，聯盟執行長陳建州先生今日自請暫停其聯盟職務，營運團隊仍照常運作，後續異動將交由董事會決議。7月4日P. LEAGUE+聯盟公告，召開臨時董事會後，經董事決議，即日起由周崇偉代理執行長職務。7月5日，陳建州和范瑋琪聯合提出民事告訴，向周宜霈求償新台幣1000萬元與Facebook刊登道歉啟事，臺灣臺北地方法院已完成分案進行調查，提告不久後許多律師與婦女團體宣佈會支援周宜霈被告的部分。7月7日，陳建州和范瑋琪成立的黑天使製作有限公司在Facebook官方公告，范瑋琪原訂2023年9月8日於臺北流行音樂中心舉辦「我們之間的事」演唱會決定停辦。7月20日，陳建州與范瑋琪撤回對周宜霈提出的民事告訴，但同時陳建州改對周宜霈提出刑事誹謗告訴，而臺北地檢署於同年12月19日表示：有相當理由確信周宜霈之言為真實，做出不起訴處分。

## 音乐作品

### 唱片
- 虛擬歌手《麵堡飽》幕後配唱：Homies《Jones Cup》單曲
- 2002年︰節目《拍拍走》同名片頭曲 Feat.唐志中
- 2006年︰《美眉私密日記：我愛黑澀會美眉》單曲EP
- 2006年︰王宏恩《戰舞》一曲之饒舌擔當

## 演出作品

### 電視劇
| 年份   | 頻道 | 劇名               | 飾演   |
| ------ | ---- | ------------------ | ------ |
| 2001年 | 華視 | 《青春六人行》     |        |
| 2002年 | 台視 | 《紫色角落》       |        |
| 2002年 | 華視 | 《流星花園II》     | 大信   |
| 2003年 | 華視 | 《戀愛講義》       |        |
| 2004年 | 華視 | 《候鳥e人》        | 汪立昕 |
| 2005年 | 公視 | 《再見，忠貞二村》 | 邵戰生 |
| 2006年 | 公視 | 《米可GO》         | 彼得   |
| 2007年 | 中視 | 《18禁不禁》       | 校董   |
| 2015年 | 優酷 | 《孤獨的美食家》   | 查爾斯 |

### 電影
| 年份   | 片名                 | 飾演             |
| ------ | -------------------- | ---------------- |
| 2001年 | 《蘋果咬一口》       |                  |
| 2005年 | 《天生绝配》電視電影 | 查理             |
| 2007年 | 《奇妙的旅程》       | 李斌             |
| 2008年 | 《態度》 監製        |                  |
| 2009年 | 《大囍事》新加坡電影 | 湯哥             |
| 2010年 | 《未來警察》         | 黑三天（黑晶）   |
| 2010年 | 《給十年後的自己》   | 籃球教練 楊城州  |
| 2010年 | 《全城熱戀熱辣辣》   | 魚仔（國語聲音） |
| 2013年 | 《神奇》             | 小黑             |
| 2019年 | 《深夜食堂》         | 泰哥             |

### 音樂錄影帶(MV)
- 2000年：周杰倫《鬥牛》
- 2006年：黑澀會美眉《我愛黑澀會》
- 2006年：王宏恩《戰舞》
- 2014年：蘇永康《分手天才》

### 配音
| 年份   | 片名                 | 配音                                         |
| ------ | -------------------- | -------------------------------------------- |
| 2004年 | 《超人特攻隊》       | 酷冰俠                                       |
| 2011年 | 《Cars 2：世界大賽》 | 閃電麥坤，配偶范瑋琪則為劇中女特務郝莉莉配音 |
| 2017年 | 《Cars 3：閃電再起》 | 閃電麥坤                                     |
| 2018年 | 《超人特攻隊2》      | 酷冰俠                                       |

## 主持作品

### 綜藝電視節目

#### 已停播
| 頻道          | 節目名                                                 |
| ------------- | ------------------------------------------------------ |
| TVBS欢乐台    | 《上班這黨事》                                         |
| 中天綜合台    | 《叫我神隊友》                                         |
| 台視          | 《台視娛樂王》娛樂主播                                 |
| 台視          | 《太陽計劃》外景主持                                   |
| 台視          | 《早安家族New Star》主持                               |
| 台視          | 八八水災賑災特別節目《希望不滅 八八賑災 守護家園》主持 |
| 台視          | 《超級接班人》主持                                     |
| 中視          | 《我猜我猜我猜猜猜》外景主持                           |
| 中視          | 《電視大國民》助理主持                                 |
| 中視          | 《綜藝OK棒》（後更名為《戀愛OK棒》）主持               |
| 中視          | 《舞林大道》主持                                       |
| 中視          | 《週日大精彩》主持                                     |
| 中視          | 2010年大年初二特別節目《虎虎生風who怕who》主持         |
| 緯來體育台    | 《NBA JAM》                                            |
| 緯來綜合台    | 《我的麻吉情人》                                       |
| 民視          | 《青春大王》主持                                       |
| 華視          | 《無敵星期六》外景主持                                 |
| 華視          | 《超級星期天》主持                                     |
| 華視          | 《TV三賤客》主持                                       |
| 華視          | 《戀愛講義》主持                                       |
| 華視          | 《綜藝康康Come》主持                                   |
| 華視          | 《TV搜查線》主持                                       |
| 華視          | 《幸福加油站》主持                                     |
| 華視          | 《十點名人堂》主持                                     |
| 華視          | 《2019台北最High新年城》主持                           |
| 八大綜合台    | 《娛樂百分百》週末主播                                 |
| 三立都會台    | 《學校沒敎的事》主持                                   |
| 中天娛樂台    | 《梁陳即時》主持(在第二集請辭)                         |
| 東風          | 第13屆金曲獎頒獎典禮星光大道主持                       |
| 東風          | 第14屆金曲獎頒獎典禮星光大道兼典禮串場主持             |
| 東風          | 第15屆金曲獎頒獎典禮星光大道兼典禮串場主持             |
| 東風          | 第16屆金曲獎頒獎典禮星光大道主持                       |
| 東風          | 《MUCH排行榜》主持                                     |
| 東風          | 《冷知識轟趴》主持                                     |
| 衛視中文台    | 《百萬獵人大搜索》主持                                 |
| 衛視中文台    | 《就愛黑白猜》主持                                     |
| 衛視電影台    | 第44屆金馬獎頒獎典禮主持                               |
| 衛視電影台    | 第45屆金馬獎頒獎典禮主持                               |
| 青海衛視      | 《青年匯》主持                                         |
| Channel [V]   | 《拍拍走》主持                                         |
| Channel [V]   | 《音樂V霸主》主持                                      |
| Channel [V]   | 《我愛黑澀會》主持                                     |
| Channel [V]   | 《模范棒棒堂》代班主持                                 |
| Channel [V]   | 《Love Love Love》主持                                 |
| Channel [V]   | 《我愛黑澀棒棒堂》主持                                 |
| Channel [V]   | 《美少女時代》主持                                     |
| Channel [V]   | 《青春全員集合》主持                                   |
| now 101台     | 《18/22》主持                                          |
| 中國 浙江衛視 | 《奔跑吧兄弟第1季》嘉賓                                |
| 中國 東方衛視 | 《今天吃什么？》                                       |
| 中國 浙江衛視 | 《奔跑吧兄弟》第四季1、12集嘉賓                        |
| 中國 浙江衛視 | 《來吧！冠軍》第一季1、5集嘉賓                         |
| 中國 東方衛視 | 《星球者聯盟》第一季嘉賓                               |
| 中國 愛奇藝   | 《姐姐好餓》第二季嘉賓                                 |

## 獎項
| 年份   | 獲提名       | 獎項                           | 結果 |
| ------ | ------------ | ------------------------------ | ---- |
| 2001年 | 《青春大王》 | 第36屆金鐘獎娛樂諧趣節目主持人 | 提名 |

## 外部連結
- 陳建州的Facebook專頁
- 陳建州的Instagram帳戶
- 陳建州的新浪微博
- YouTube上的陳建州頻道
- 陳建州在互联网电影资料库（IMDb）上的資料（英文）
- 陳建州在香港影庫上的簡介
- 陳建州在豆瓣上的资料（简体中文）
- 陳建州在时光网上的簡介（简体中文）